# Світла Василева
Світла Василева (болг. Светла Василева; 9 вересня 1965, Добрич) — болгарська оперна співачка (сопрано).

## Біографія
Світла Василева народилася в місті Добрич, Болгарія. Закінчила Музичну академію в Софії, де навчалася вокалу та грі на фортепіано. Після завершення навчання переїхала до Італії, отримавши італійське громадянство. Завдяки унікальному голосу та майстерності виконання швидко завоювала визнання на найпрестижніших оперних сценах світу.

## Кар'єра
Світла Василева — одна з найвидатніших оперних співачок сучасності, яка виступала на провідних оперних сценах світу. Серед них:
- Європа: Ла Скала (Мілан), Королівська опера Ковент-Гарден (Лондон), Віденська державна опера, Паризька національна опера, Веронська Арена, Національна академія Санта-Чечилія (Рим), Grand Théâtre de Genève, Teatro Regio di Parma, Teatro Regio di Torino.
- Америка: Лірична опера Чикаго, Опера Сан-Франциско, Вашингтонська опера, Palacio de Bellas Artes (Мехіко), Сіетл Опера, Лос-Анджелес.
- Азія та Австралія: Національний центр виконавських мистецтв (Пекін), Новий національний театр Токіо, Сіднейський оперний театр, Опера Гонконгу, Шанхайська опера.

Світла Василева досягла великого успіху у виконанні ролі Тоски в Палаці витончених мистецтв у Мехіко, на фестивалі Хіого під керівництвом Ютаки Садо, в Гонконгській опері, а також у Манон Леско в Шанхаї та Новому національному театрі Токіо. Вона виступала в "La forza del destino" в Сіднеї, Австралія, та отримала визнання за свою роль Мімі в «Ла Скала» у постановці Франко Дзеффіреллі під керівництвом Густаво Дудамеля. Її участь у «Сестрі Анджеліці» у постановці Ронконі та при диригенті Шайї принесла ще більшу популярність.
Вона співала «Травіату» під керівництвом Марти Домінго, а згодом розпочала співпрацю з Пласідо Домінго, виступаючи на концертах по всьому світу, у «I Pagliacci» з Ріккардо Муті, а також у «La Traviata» та «I Pagliacci» в ROH Covent Garden. Вона виконувала ці ролі також в Арені ді Верона, Римській опері, на фестивалі Sant'Ander, у Великому театрі Женеви та Турині. Виступала в «Maggio Musicale» у Флоренції та Токіо під керівництвом Зубіна Мети та режисурою Крістіни Коменчіні.
Світлу Василеву цінують такі режисери, як Франко Дзеффіреллі, Ліліана Кавані, Ліна Вертмюллер, Габріеле Лавіа та Жан Рено. Вона знялася у фільмі «I Pagliacci» з Роберто Аланією. Вона виступала в «I Pagliacci» в Чиказькій ліричній опері та Генуї, «Giovanna d'Arco» та «Otello» на Festival Verdi Parma, «The sieben todsünden» в Мачераті та «Cardillac» в Генуї. За виконання «Травіати» та «Русалки» отримала премію музичних критиків «Аббіаті».
Її інтерпретація «Мадам Баттерфляй» вразила глядачів та критиків у Arena di Verona, Парижі, Сан-Франциско, Віденській державній опері та Неаполі. Вона отримала особливе визнання за виконання «Франчески да Ріміні» Дзандонаї в Опері Бастилія в Парижі. В Лос-Анджелесі вона виконала «Турандот» Пуччіні з останнім актом Беріо, представлену вперше в США.
Світла Василєва також виступала з російським репертуаром, виконуючи «Євгена Онєгіна» в Генуї та Турині, «Пікову даму» в Турині під керівництвом Нозеди, «Іоланту» в Санта-Чечілія,Рим, з Юрієм Теміркановим. Вона записала «Алеко», «The Bells» і «Франческу да Ріміні» Рахманінова з BBC та Джанандреа Нозедою.
Її останні виступи включають "Медею" Керубіні в Бейруті, «Західну фантазію» Пуччіні в Копенгагені та «Дон Карло» в Генуї. Вона виконала «Реквієм» Верді під керівництвом Лоріна Маазеля на Festival Verdi в Пармі, Єрусалимі, Масаді, «Stabat Mater» Россіні в Ла Скала з Ріккардо Шайєю, «Симфонію Малера № 4» у Болоньї з Даніеле Гатті, «Die vier letzten Lieder» Штрауса для відкриття нового аеропорту в Mahon, Мадейра. Вона з успіхом дебютувала в «Бал-маскарад» Верді в Пекіні та представила «Lo Schiavo» Гомеса в Італії.
Світлу Василеву часто запрошують проводити майстер-класи в Японії, Мексиці та Франції. Вона брала участь у заходах Chanel, Cartier та Mercedes «Stars and Cars», а також співала на спеціальному заході гурту Green House у Токіо зі скрипалем Васько Василевим. Вона є спеціальною гостею концертів Андреа Бочеллі в Європі та США та представляє аудіо «Meridian» від Бутройда та Стюарта.

## Репертуар
Світла Василева виконувала головні ролі в операх:
- Пуччіні: «Тоска», «Мадам Баттерфляй», «Манон Леско», «Турандот», «Ла Рондине».
- Верді: «Травіата», «Сила долі», «Отелло», «Фальстаф», «Дон Карло», «Реквієм».
- Моцарт: «Дон Жуан», «Чарівна флейта».
- Чайковський: «Євгеній Онєгін», «Пікова дама», «Іоланта».
- Рахманінов: «Алеко», «Франческа да Ріміні», «Дзвони».
- Інші композитори: «Паяци» (Леонкавалло), «Русалка» (Дворжак), "Франческа да Ріміні" (Дзандонай), «Медея» (Керубіні).

## Співпраця з диригентами
Василева працювала з такими всесвітньо визнаними диригентами, як: Ріккардо Муті, Лорін Маазель, Зубін Мета, Жорж Претр, Ріккардо Шайї, Даніеле Гатті, Володимир Юровські, Кент Нагано, Ютака Садо, Джеффрі Тейт, Юрій Темірканов, Густаво Дудамель.

## Визнання та нагороди
- Премія музичних критиків «Аббіаті» — за виконання партій у «Травіаті» та «Русалці».
- Спеціальні події та концерти: Концерти з Пласідо Домінго, Андреа Бочеллі, бенефісні виступи Cartier та Mercedes «Stars and Cars».
- Кіно та телебачення: Знялася у фільмі «Паяци» з Роберто Аланією. Болгарське національне телебачення створило документальний фільм про її кар'єру, відстежуючи її виступи по всьому світу

### Відгуки
Лаура Біггс із Musical Criticism відзначила виконання Світли Василевої в ролі Чіо-Чіо-сан у Мадам Баттерфляй, помітно, що її виступ «забезпечив розкішний сопрано, надаючи персонажу абсолютну силу. Ваш голос був тим, з яким слід рахуватися».
П'єтро Акуафредда з Il Giornale писав: «Світла Василева була Віолеттою великої інтенсивності та глибокої емоційної залученості, з округлим і насиченим голосом, особливо в третій дії».
2010 році опублікував статтю «Світла Василева — суперзірка в постановці суперзірок», де зауважив: «Немає сумнівів, що Світла Василева в ролі Баттерфляй є зіркою цієї вистави». Він також додав: «Я не знаю і не переймаюся тим, скільки років Світлі Василевій і на скільки вона досвідчена в реальному житті — але людина, яку я бачив на сцені, була 15-річною дівчиною, наївною та повністю закоханою у свого Пінкертона».

## Записи
- Антоніо Смарелья: Nozze istriane — диригент Тіціано Северіні, Ян Сторі (тенор), Катя Літтінг (меццо-сопрано), Світла Василева (сопрано), Енцо Капуано (баритон), Джорджіо Сур'ян (бас), Альберто Мастромаріно (баритон); Оркестр і хор Театру Верді в Трієсті. Запис живого виступу в Teatro Lirico Giuseppe Verdi, грудень 1999 року. Етикетка: Bongiovanni BGV 2265 king
- Джузеппе Верді : Джованна д'Арко — диригент Бруно Бартолетті, Театр Regio di Parma, 2008. DVD:C Major Cat:721208[4]
- Джузеппе Верді : Фальстаф — диригент Андреа Баттістоні, Teatro Regio di Parma, 2011, Blu-ray, C Major 725304[5]
- Джузеппе Верді : Травіата — диригент Юрій Темірканов, Teatro Regio di Parma, 2011 Blu-ray, HD: C Major 72368[6]
- Джакомо Пуччіні : La Rondine — диригент Альберто Веронезі, 53-й фестиваль Пуччіні, Торре-дель-Лаго, 2007 NTSC DVD: 2.110266[7]
- Сергій Рахманінов : Франческа да Ріміні — диригент Джанандреа Нозеда, BBC Philharmonic, CD[8]
- Руджеро Леонкавалло : I Pagliacci — диригент В'єкослав Сутей, Хор і оркестр Арени ді Верона, 2006 DVD Deutsche Grammophon = DGG. 07342959[9]